# Yvonne Leuko
Yvonne Leuko, née le 20 novembre 1991 à Kekem, est une footballeuse internationale camerounaise évoluant au poste de défenseuse ou milieu de terrain.
Elle a été sélectionnée à plusieurs reprises au sein de son équipe nationale, notamment pour les jeux olympiques de 2012,  le championnat du monde féminin de 2015 et le championnat d’Afrique de football féminin, devenu depuis 2015 la  CAN féminine.

## Carrière
Elle commence sa carrière en junior puis senior au sein du club Justice FC de Douala. Son équipe est promue.  Mais elle décide de gagner la France où le championnat de football féminin est à l’époque plus structuré.  Elle rejoint l’Association sportive de Montigny-le-Bretonneux,  pour les saisons 2008/2009 et 2009/2010, suivi d’un an à Bagneux, d'un retour à Montigny et d'un passage au FC Rouen. Mais elle joue finalement peu de matches de championnat. En cours de saison 2012/2013, elle a l'occasion de rejoindre l’Arras FCF, qui joue en Division 1, ou en Division 2 selon les années. Elle s’y montre polyvalente entre les positions de défenseur latéral ou de milieu latéral. Elle y est également souvent percutante dans les occasions de but qui s’offrent à elle,,.
Cette même année 2012, elle est sélectionnée dans l’équipe nationale camerounaise, les Lionnes, et participe à ce titre aux  Jeux olympiques d'été de 2012 pour les qualifications, puis à Londres. C’est un moment où le football féminin  attire davantage  l’attention en Afrique subsaharienne, grâce aussi à des compétitions internationales fortement médiatisées,, bien que le continent africain compte peu de licenciées comparé à l’essor du football féminin en Amérique du Nord, en Europe et en Asie.
Elle est de nouveau  sélectionnée pour la Coupe du monde féminine de football 2015 au Canada, première participation de l’équipe féminine du Cameroun à ce stade de cette compétition. Son équipe réussit à s’extraire de son groupe mais est éliminée en huitième de finales,. 
Mais le tournoi international décisif est la CAN féminine en 2016, jouée cette année-là à domicile,,. Dans cette compétition de 2016, l’équipe du Cameroun s’incline en finale devant le Nigeria, avec un parcours qui enthousiasme le pays.
Elle est sélectionnée dans l'équipe du Cameroun qui finit troisième de la Coupe d'Afrique des nations féminine de football 2018. En 2019, elle est de nouveau retenue dans la sélection nationale du Cameroun pour la Coupe du monde de football féminin 2019.